# Jan IV sasko-lauenburski
Jan IV sasko–lauenburski, znany również jako Jan V (ur. 18 lipca 1439, zm. 15 sierpnia 1507) – książę Saksonii-Lauenburg
Był najstarszym synem Bernarda II, księcia sasko–lauenburskiego i Adelajdy (ur. 1410, zm. 1447), córki księcia Bogusława VIII i Zofii holsztyńskiej. Władzę nad księstwem sasko–lauenburskim objął 16 lipca 1463, po śmierci swego ojca. 

## Potomstwo
12 lutego 1464 Jan (IV) V poślubił Dorotę brandenburską, córkę Fryderyka II Żelaznego. 
Miał z nią liczne potomstwo :
- Adelajdę (ur. ?, zm. ?),
- Zofię (ur. ?, zm. ?),
- Magnusa I (ur. 1470, zm. 1543) – księcia sasko–lauenburskiego,
- Eryka II (ur. 1472, zm. 1522) – biskupa w Hildesheim i Münsterze,
- Katarzynę (ur. ?, zm. ?) - mniszkę,
- Bernarda (ur. ?, zm. 1524),
- Jana IV (ur. 1483, zm. 1547) - biskupa w Hildesheim,
- Rudolfa (ur. ?, zm. 1503),
- Elżbietę (ur. ?, zm. ok. 1542),
- Henryka (ur. ?, zm. ?),
- Fryderyka (ur. ?, zm. przed 1501),
- Annę (ur. ?, zm. 1504).

Nieślubni: 
- Bernard Saksoński (ur. ?, zm. przed 21 lutego 1549), biskup pomocniczy w Münsterze i Biskup tytularny Ptolemais in Phoenicia (dzisiaj Akka).